# 530年
| 千纪： | 1千纪 |
| 世纪： | 5世纪 \| 6世纪 \| 7世纪                                                                                                |
| 年代： | 500年代 \| 510年代 \| 520年代 \| 530年代 \| 540年代 \| 550年代 \| 560年代                                              |
| 年份： | 525年 \| 526年 \| 527年 \| 528年 \| 529年 \| 530年 \| 531年 \| 532年 \| 533年 \| 534年 \| 535年                        |
| 纪年： | 庚戌年（狗年）；北魏永安三年，建明元年；南朝梁中大通二年；高昌甘露六年；劉蠡升神嘉六年；万俟醜奴神獸三年；元悅更兴元年 |

## 大事记
- 北魏孝莊帝伏兵明光殿，刺殺權臣爾朱榮。
- 汪達爾-阿蘭王國蓋利默發動宮廷政變，推翻親拜占庭帝國的表哥希爾德里克（英语：Hilderic），拜占庭帝國查士丁尼 要求汪達爾人恢復希爾德里克（英语：Hilderic）的王位，但是被拒絕，533年 藉此為藉口發動了對汪達爾-阿蘭王國的汪達爾戰爭。

## 逝世
- 尔朱荣，契胡族，北魏權臣（493年出生，37岁）。
- 萧寶夤，齐明帝萧鸾的第六子（485年出生，45岁）。
- 裴子野